# Erez Tal
Erez Tal (rođen kao Erez Ben-Tulila, 27. jula 1961) je izraelski televizijski i radio voditelj.

## Mladost
Erez Ben-Tulila rođen je u Tel Avivu u Izraelu. Njegov otac Aharon Ben-Tulila emigrirao je iz Alžira, dok mu je majka Edna rođena u Izraelu. Njegova porodica je njegovo prezime hebrazirala u "Tal" ("roda" na hebrejskom) kada mu je bilo četiri godine.

## Karijera
Njegov prvi hit program bio je "Ma Yesh?" ("Šta ima?"), emitovan na Galatzu, izraelskom IDF radiju, na kojem je započeo partnerstvo sa Avri Giladom. Tal i Gilad bili su domaćini TV emisije "Ha'olam Ha'erev" ("Svet večeras") početkom devedesetih, koja se emitovala na tada eksperimentalnom Kanalu 2. Kada je Kanal 2 postao prva komercijalna televizijska stanica u Izraelu, Tal je bio domaćin i producirao je izraelsko izdanje "Točka sreće".
2008. godine bio je voditelj izraelske verzije "Big brothera" koja se emitovala pod nazivom "HaAh HaGadol".
Predstavio je nekoliko komičara široj publici, posebno Asi Azara koji je sa njim vodio uspješni rijaliti format "HaAh HaGadol" i Guri Alfija koji je glumio u mnogim komedijama kao što je "Shiduray Ha'mahapecha".
Tal je bio jedan od izraelskih komentatora (zajedno sa Iditom Hershkovitz) za veliko finale Pesme Evrovizije 2018. godine. To je bio treći put da Izrael šalje komentatora na Evroviziju (nakon 1979. i 1993).
Tal je bio voditelj takmičenja za Pesmu Evrovizije 2019. godine u Tel Avivu, zajedno sa Bar Refaeli, Asi Azarom i Lusi Ajub.

## Lični žvot
Devedesetih godina Erez Tal je bio u braku sa Merav Michaeli. 2005. godine oženio se Gili Levi i oni imaju dvije kćeri. Par je 2014. godine najavio razvod, ali vratili su se da žive zajedno i trenutno žive u Tel Avivu.